# Blue for You
Blue for You, ett album av Status Quo utgivet 1976. Albumet kom att bli deras tredje albumetta i Storbritannien. Rain och Mystery Song är de mest kända kompositionerna från albumet och båda utgavs som singlar. Värt att notera är att den tidigare så närvarande boogierocken subtilt har minskats ner något på vissa låtar, exempelvis lutar titelspåret mer åt bluesrock.

## Låtlista
Sida ett
1. Is There a Better Way  (Lancaster/Rossi) 3:27
  - Sång: Alan Lancaster
2. Mad About the Boy  (Rossi/Young) 3:31
  - Sång: Francis Rossi
3. Ring of a Change  (RossiYoung) 4:10
  - Sång: Francis Rossi
4. Blue for You  (Lancaster) 4:04
  - Sång: Alan Lancaster
5. Rain  (Parfitt) 4:32
  - Sång: Rick Parfitt

Sida två
1. Rolling Home  (Rossi/Lancaster) 3:02
  - Sång: Francis Rossi & Alan Lancaster
2. That's a Fact  (Rossi/Young) 4:16
  - Sång: Francis Rossi
3. Ease Your Mind  (Lancaster) 3:11
  - Sång: Alan Lancaster
4. Mystery Song (Parfitt/Young) 6:31
  - Sång: Rick Parfitt

## Listplaceringar
| Lista (1976)   | Topplacering |
| -------------- | ------------ |
| Danmark        | 9            |
| Finland        | 17           |
| Nederländerna  | 2            |
| Storbritannien | 1            |
| Sverige        | 3            |
| Västtyskland   | 15           |